# Serrasalmus
A Serrasalmus a csontos halak (Osteichthyes) főosztályának a sugarasúszójú halak (Actinopterygii) osztályába, ezen belül a pontylazacalakúak (Characiformes) rendjébe és a pontylazacfélék (Characidae) családjába tartozó nem.

## Rendszerezés
A nembe az alábbi 31 faj tartozik:
- Serrasalmus altispinis Merckx, Jégu & Santos, 2000
- Serrasalmus altuvei Ramírez, 1965
- Serrasalmus auriventris (Burmeister, 1861)
- Serrasalmus brandtii Lütken, 1875
- Serrasalmus compressus Jégu, Leão & Santos, 1991
- Serrasalmus eigenmanni Norman, 1929
- Serrasalmus elongatus Kner, 1858
- Serrasalmus emarginatus (Jardine, 1841)
- Serrasalmus geryi Jégu & Santos, 1988
- Serrasalmus gibbus Castelnau, 1855
- Serrasalmus gouldingi Fink & Machado-Allison, 1992
- Serrasalmus hastatus Fink & Machado-Allison, 2001
- Serrasalmus hollandi Eigenmann, 1915
- Serrasalmus humeralis Valenciennes, 1850
- Serrasalmus irritans Peters, 1877
- Serrasalmus maculatus Kner, 1858
- Serrasalmus manueli (Fernández-Yépez & Ramírez, 1967)
- Serrasalmus marginatus Valenciennes, 1837
- Serrasalmus medinai Ramírez, 1965
- Serrasalmus nalseni Fernández-Yépez, 1969
- Serrasalmus neveriensis Machado-Allison, Fink, López Rojas & Rodenas, 1993
- Serrasalmus nigricans Spix & Agassiz, 1829
- Serrasalmus nigricauda (Burmeister, 1861)
- Serrasalmus odyssei Hubert & Renno, 2010
- fekete pirája (Serrasalmus rhombeus) (Linnaeus, 1766)
- Serrasalmus sanchezi Géry, 1964
- Serrasalmus scotopterus (Jardine, 1841)
- Serrasalmus serrulatus (Valenciennes, 1850)
- Serrasalmus spilopleura Kner, 1858
- Serrasalmus stagnatilis (Jardine, 1841)
- Serrasalmus undulatus (Jardine, 1841)